# 徐明弼
徐明弼，南京太平府蕪湖縣（今安徽省蕪湖市）人，清朝政治人物、進士出身。
順治四年，登進士，任戶部河南司主事。康熙年间，任戶部郎中。康熙三年，升任按察使司僉事、陝西學政。